# Agnès Martin (rink hockey)
Pour les articles homonymes, voir Martin et Agnès Martin.
Agnès Martin est une joueuse internationale française de rink hockey née le 11 décembre 1988.

## Palmarès
En 2012, elle est sacrée championne du monde.